# MADOKA.
MADOKA.は日本の歌手である。

## 歌唱作品
- 『SECRET GARDEN』（『劇場版ポケットモンスター 水の都の護神 ラティアスとラティオス』挿入歌）
- 『君の胸にLaLaLa』（『ポケットモンスター ダイヤモンド&パール』9代目エンディングテーマ）
- 『ギョ!ギョ!ギョ!ギョーザ! 〜宇都宮餃子公式応援ソング〜』（渡辺なつみ作詞による宇都宮の餃子の販売促進ソング）